# Dracó d'Estratonicea
Dracó, en llatí Dracon, en grec antic Δράκων, fou un gramàtic grec natural de Estratonicea, que va florir durant el regnat de l'emperador Hadrià a la primera meitat del segle ii. Suides esmenta diferents obres d'aquest escriptor de les quals només se'n conserva una, περὶ μέτρων (Sobre les mesures), que seria una part d'una altra obra més ampla.